# 2e étape du Tour d'Espagne 2019
Pour un article plus général, voir Tour d'Espagne 2019.
La 2e étape du Tour d'Espagne 2019 se déroule le dimanche 25 août 2019, sous la forme d'une étape accidentée, entre Benidorm et Calpe, sur une distance de 193 km. 

## Parcours
La première étape en ligne de ce Tour d'Espagne est vallonnée. Deux ascensions sont placées dans la première partie de l'étape : le Puerto de Confrides (20,4 km à 3,6 %), classé en 2e catégorie et dont le sommet est au km 37.1, et l'Alto de Benilloba (6,4 km à 4,2 %), classé en 3e catégorie et dont le sommet est situé au km 54,2. Le peloton franchira une première fois la ligne d'arrivée, avant une boucle finale de Unité|43.6|km. Ce circuit est marqué par le sprint intermédiaire (km 168,4) et l'Alto de Puig Llorença (3 km à 9,5 %). Le sommet de cette montée de 3e catégorie est placé au km 174,8. L'arrivée est jugée à Calpe, après 199,6 km de course depuis Benidorm, à travers la province d'Alicante.

## Récit de la course
Le peloton s'élance après avoir rendant un hommage à Bjorg Lambrecht, décédé des suites d'une chute sur le Tour de Pologne. Après quelques attaques infructueuses, Mickaël Delage (Groupama-FDJ), Angel Madrazo (Burgos-BH), Gonzalo Serrano (Caja Rural-Seguros RGA) et Fernando Barceló (Euskadi Basque Country-Murias) s'échappent, un temps accompagnés par un coureur de l'équipe AG2R La Mondiale. Alors que Jesus Herrada (Cofidis) a rejoint le groupe de tête, l'échappée est reprise par le peloton au km 13. Sander Armée (Lotto-Soudal) et Angel Madrazo attaquent deux kilomètres plus loin et abordent l'ascension du Puerto de Confrides avec 30 secondes d'avance sur Jonathan Lastra (Caja Rural-Seguros RGA) et Willie Smit (Katusha-Alpecin), 2 minutes 22 sur le peloton.
Le duo de tête augmente son avance durant la montée. Madrazo passe en tête au sommet, tandis que Lastra prend la 3e place, à 1 minute 30 de la tête de course. Le retard du peloton s'élève à 6 minutes 30. Les deux poursuivants parviennent à rentrer sur le duo de tête au km 50. Madrazo devance au sommet de l'Alto de Benilloba Lastra et Armée. La formation Astana contrôle l'écart autour des 7 minutes, puis l'équipe Bora-Hansgrohe enclenche la poursuite à plus de 130 km de l'arrivée. L'avance de l'échappée baisse à 5 minutes 53 au km 86, puis 4 minutes 30 à 93 km de l'arrivée. Le peloton passe une première fois sur la ligne d'arrivée avec 1 minute 25 secondes de retard sur le quatuor de tête.
Sander Armée attaque à 41,5 km de l'arrivée. Il possède à 37 km du but 16 secondes d'avance sur ses anciens compagnons d'échappée et 1 minute sur le peloton, mené par les Astana et les Jumbo-Visma. Le peloton va ensuite reprendre Madrazo, Lastra et Smit. Armée remporte le sprint intermédiaire, le peloton est réglé par Zdeněk Štybar (Deceuninck-Quick Step) et Primož Roglič (Jumbo-Visma). L'homme de tête est revu à 31 km de la ligne.
Pierre Latour (AG2R La Mondiale) attaque dans l'Alto de Puig Llorença, suivi par le champion d'Italie Davide Formolo (Bora-Hansgrohe) et George Bennett (Jumbo-Visma). Le trio est ensuite rejoint par le groupe des favoris, mené par le champion du monde Alejandro Valverde (Movistar). Le rythme imposé par l'espagnol fait des dégâts, le groupe maillot rouge se réduit à une vingtaine d'élément. Valverde passe en tête au sommet, devant Latour et Bennett. Un peloton, où figurent notamment Jakob Fuglsang (Astana) et Steven Kruijswijk (Jumbo-Visma) est pointé à 40 secondes. Formolo accélère dans la descente, sans succès. Roglic relance la course à 20 km de l'arrivée, suivi par Nairo Quintana (Movistar), Rigoberto Urán (EF Education First), Mikel Nieve (Mitchelton-Scott), Nicolas Roche (Sunweb) et Fabio Aru (UAE Emirates). Le groupe de tête possède 5 km plus loin 18 d'avance sur le groupe maillot rouge et 50 sur le peloton Fuglsang-Kruijswijk. A 10 km du but, les hommes de tête ont 20 secondes d'avance sur le groupe maillot rouge et 1 minute 40 sur le peloton.
Quintana attaque à 3,1 km de l'arrivée et s'impose avec cinq secondes davance sur le groupe de chasse, réglé par Roche devant Roglic. Le groupe maillot rouge termine à 37 secondes du vainqueur, le peloton à 1 minute 43. Nicolas Roche s'empare du maillot rouge, avec 2 secondes d'avance sur la nouveau maillot vert Nairo Quintana et 8 sur Rigoberto Urán. Miguel Ángel López (Astana) perd le maillot rouge mais conserve le maillot blanc, il est désormais 5e à 33 secondes de Roche. Angel Madrazo endosse le maillot à pois et la formation Sunweb prend la tête du classement par équipe.

## Résultats

### Classement de l'étape
| \| Classement de l'étape \| Classement de l'étape \| Classement de l'étape \| Classement de l'étape \| Classement de l'étape \| \| Coureur \| Coureur \| Pays \| Équipe \| Temps \| \| --------------------- \| --------------------- \| --------------------- \| ---------------------- \| --------------------- \| \| 1er \| Nairo Quintana \| Colombie \| Movistar Team \| 5 h 11 min 17 s \| \| 2e \| Nicolas Roche \| Irlande \| Team Sunweb \| + 5 s \| \| 3e \| Primož Roglič \| Slovénie \| Team Jumbo-Visma \| + 5 s \| \| 4e \| Rigoberto Urán \| Colombie \| EF Education First \| + 5 s \| \| 5e \| Fabio Aru \| Italie \| UAE Team Emirates \| + 5 s \| \| 6e \| Mikel Nieve \| Espagne \| Mitchelton-Scott \| + 8 s \| \| 7e \| Sergio Higuita \| Colombie \| EF Education First \| + 37 s \| \| 8e \| Tadej Pogačar \| Slovénie \| UAE Team Emirates \| + 37 s \| \| 9e \| Alex Aranburu \| Espagne \| Caja Rural-Seguros RGA \| + 37 s \| \| 10e \| Alejandro Valverde \| Espagne \| Movistar Team \| + 37 s \| |                    |          |                        |                 |
| |                    |          |                        |                 |
| Source : ProCyclingStats |                    |          |                        |                 |
| Classement de l'étape |                    |          |                        |                 |
| Coureur | Coureur            | Pays     | Équipe                 | Temps           |
| 1er | Nairo Quintana     | Colombie | Movistar Team          | 5 h 11 min 17 s |
| 2e | Nicolas Roche      | Irlande  | Team Sunweb            | + 5 s           |
| 3e | Primož Roglič      | Slovénie | Team Jumbo-Visma       | + 5 s           |
| 4e | Rigoberto Urán     | Colombie | EF Education First     | + 5 s           |
| 5e | Fabio Aru          | Italie   | UAE Team Emirates      | + 5 s           |
| 6e | Mikel Nieve        | Espagne  | Mitchelton-Scott       | + 8 s           |
| 7e | Sergio Higuita     | Colombie | EF Education First     | + 37 s          |
| 8e | Tadej Pogačar      | Slovénie | UAE Team Emirates      | + 37 s          |
| 9e | Alex Aranburu      | Espagne  | Caja Rural-Seguros RGA | + 37 s          |
| 10e | Alejandro Valverde | Espagne  | Movistar Team          | + 37 s          |

## Classements à l'issue de l'étape

### Classement général
| \| Classement général \| Classement général \| Classement général \| Classement général \| Classement général \| \| Coureur \| Coureur \| Pays \| Équipe \| Temps \| \| ------------------ \| ------------------ \| ------------------ \| ------------------ \| ------------------ \| \| 1er \| Nicolas Roche \| Irlande \| Team Sunweb \| 5 h 26 min 12 s \| \| 2e \| Nairo Quintana \| Colombie \| Movistar Team \| + 2 s \| \| 3e \| Rigoberto Urán \| Colombie \| EF Education First \| + 8 s \| \| 4e \| Mikel Nieve \| Espagne \| Mitchelton-Scott \| + 22 s \| \| 5e \| Miguel Ángel López \| Colombie \| Astana \| + 33 s \| \| 6e \| Primož Roglič \| Slovénie \| Team Jumbo-Visma \| + 36 s \| \| 7e \| Wilco Kelderman \| Pays-Bas \| Team Sunweb \| + 38 s \| \| 8e \| Sergio Higuita \| Colombie \| EF Education First \| + 40 s \| \| 9e \| Davide Formolo \| Italie \| Bora-Hansgrohe \| + 46 s \| \| 10e \| Rafał Majka \| Pologne \| Bora-Hansgrohe \| + 46 s \| |                    |          |                    |                 |
| |                    |          |                    |                 |
| Source : ProCyclingStats |                    |          |                    |                 |
| Classement général |                    |          |                    |                 |
| Coureur | Coureur            | Pays     | Équipe             | Temps           |
| 1er | Nicolas Roche      | Irlande  | Team Sunweb        | 5 h 26 min 12 s |
| 2e | Nairo Quintana     | Colombie | Movistar Team      | + 2 s           |
| 3e | Rigoberto Urán     | Colombie | EF Education First | + 8 s           |
| 4e | Mikel Nieve        | Espagne  | Mitchelton-Scott   | + 22 s          |
| 5e | Miguel Ángel López | Colombie | Astana             | + 33 s          |
| 6e | Primož Roglič      | Slovénie | Team Jumbo-Visma   | + 36 s          |
| 7e | Wilco Kelderman    | Pays-Bas | Team Sunweb        | + 38 s          |
| 8e | Sergio Higuita     | Colombie | EF Education First | + 40 s          |
| 9e | Davide Formolo     | Italie   | Bora-Hansgrohe     | + 46 s          |
| 10e | Rafał Majka        | Pologne  | Bora-Hansgrohe     | + 46 s          |

| Classement par points | Classement par points | Classement par points | Classement par points  | Classement par points |
| Coureur               | Coureur               | Pays                  | Équipe                 | Points                |
| --------------------- | --------------------- | --------------------- | ---------------------- | --------------------- |
| 1er                   | Nairo Quintana        | Colombie              | Movistar Team          | 25 pts                |
| 2e                    | Nicolas Roche         | Irlande               | Team Sunweb            | 20 pts                |
| 3e                    | Primož Roglič         | Slovénie              | Team Jumbo-Visma       | 17 pts                |
| 4e                    | Rigoberto Urán        | Colombie              | EF Education First     | 14 pts                |
| 5e                    | Fabio Aru             | Italie                | UAE Team Emirates      | 12 pts                |
| 6e                    | Mikel Nieve           | Espagne               | Mitchelton-Scott       | 10 pts                |
| 7e                    | Sergio Higuita        | Colombie              | EF Education First     | 9 pts                 |
| 8e                    | Tadej Pogačar         | Slovénie              | UAE Team Emirates      | 8 pts                 |
| 9e                    | Alex Aranburu         | Espagne               | Caja Rural-Seguros RGA | 7 pts                 |
| 10e                   | Alejandro Valverde    | Espagne               | Movistar Team          | 6 pts                 |

| Classement par points | Classement par points | Classement par points | Classement par points  | Classement par points |
| Coureur               | Coureur               | Pays                  | Équipe                 | Points                |
| --------------------- | --------------------- | --------------------- | ---------------------- | --------------------- |
| 1er                   | Nairo Quintana        | Colombie              | Movistar Team          | 25 pts                |
| 2e                    | Nicolas Roche         | Irlande               | Team Sunweb            | 20 pts                |
| 3e                    | Primož Roglič         | Slovénie              | Team Jumbo-Visma       | 17 pts                |
| 4e                    | Rigoberto Urán        | Colombie              | EF Education First     | 14 pts                |
| 5e                    | Fabio Aru             | Italie                | UAE Team Emirates      | 12 pts                |
| 6e                    | Mikel Nieve           | Espagne               | Mitchelton-Scott       | 10 pts                |
| 7e                    | Sergio Higuita        | Colombie              | EF Education First     | 9 pts                 |
| 8e                    | Tadej Pogačar         | Slovénie              | UAE Team Emirates      | 8 pts                 |
| 9e                    | Alex Aranburu         | Espagne               | Caja Rural-Seguros RGA | 7 pts                 |
| 10e                   | Alejandro Valverde    | Espagne               | Movistar Team          | 6 pts                 |

| Classement de la montagne | Classement de la montagne | Classement de la montagne | Classement de la montagne | Classement de la montagne |
| Coureur                   | Coureur                   | Pays                      | Équipe                    | Points                    |
| ------------------------- | ------------------------- | ------------------------- | ------------------------- | ------------------------- |
| 1er                       | Ángel Madrazo             | Espagne                   | Burgos-BH                 | 8 pts                     |
| 2e                        | Alejandro Valverde        | Espagne                   | Movistar Team             | 5 pts                     |
| 3e                        | Sander Armée              | Belgique                  | Lotto-Soudal              | 4 pts                     |
| 4e                        | Pierre Latour             | France                    | AG2R La Mondiale          | 3 pts                     |
| 5e                        | Jonathan Lastra           | Espagne                   | Caja Rural-Seguros RGA    | 3 pts                     |
| 6e                        | George Bennett            | Nouvelle-Zélande          | Team Jumbo-Visma          | 1 pt                      |

| Classement de la montagne | Classement de la montagne | Classement de la montagne | Classement de la montagne | Classement de la montagne |
| Coureur                   | Coureur                   | Pays                      | Équipe                    | Points                    |
| ------------------------- | ------------------------- | ------------------------- | ------------------------- | ------------------------- |
| 1er                       | Ángel Madrazo             | Espagne                   | Burgos-BH                 | 8 pts                     |
| 2e                        | Alejandro Valverde        | Espagne                   | Movistar Team             | 5 pts                     |
| 3e                        | Sander Armée              | Belgique                  | Lotto-Soudal              | 4 pts                     |
| 4e                        | Pierre Latour             | France                    | AG2R La Mondiale          | 3 pts                     |
| 5e                        | Jonathan Lastra           | Espagne                   | Caja Rural-Seguros RGA    | 3 pts                     |
| 6e                        | George Bennett            | Nouvelle-Zélande          | Team Jumbo-Visma          | 1 pt                      |

| Classement du meilleur jeune | Classement du meilleur jeune | Classement du meilleur jeune | Classement du meilleur jeune | Classement du meilleur jeune |
| Coureur                      | Coureur                      | Pays                         | Équipe                       | Temps                        |
| ---------------------------- | ---------------------------- | ---------------------------- | ---------------------------- | ---------------------------- |
| 1er                          | Miguel Ángel López           | Colombie                     | Astana                       | 5 h 26 min 45 s              |
| 2e                           | Sergio Higuita               | Colombie                     | EF Education First           | + 7 s                        |
| 3e                           | Alex Aranburu                | Espagne                      | Caja Rural-Seguros RGA       | + 37 s                       |
| 4e                           | Tadej Pogačar                | Slovénie                     | UAE Team Emirates            | + 1 min 07 s                 |
| 5e                           | James Knox                   | Royaume-Uni                  | Deceuninck-Quick Step        | + 1 min 08 s                 |
| 6e                           | Daniel Martínez              | Colombie                     | EF Education First           | + 1 min 13 s                 |
| 7e                           | Hugh Carthy                  | Royaume-Uni                  | EF Education First           | + 1 min 13 s                 |
| 8e                           | Kilian Frankiny              | Suisse                       | Groupama-FDJ                 | + 1 min 22 s                 |
| 9e                           | Mark Padun                   | Ukraine                      | Bahrain-Merida               | + 1 min 32 s                 |
| 10e                          | Ruben Guerreiro              | Portugal                     | Katusha-Alpecin              | + 1 min 39 s                 |

| Classement du meilleur jeune | Classement du meilleur jeune | Classement du meilleur jeune | Classement du meilleur jeune | Classement du meilleur jeune |
| Coureur                      | Coureur                      | Pays                         | Équipe                       | Temps                        |
| ---------------------------- | ---------------------------- | ---------------------------- | ---------------------------- | ---------------------------- |
| 1er                          | Miguel Ángel López           | Colombie                     | Astana                       | 5 h 26 min 45 s              |
| 2e                           | Sergio Higuita               | Colombie                     | EF Education First           | + 7 s                        |
| 3e                           | Alex Aranburu                | Espagne                      | Caja Rural-Seguros RGA       | + 37 s                       |
| 4e                           | Tadej Pogačar                | Slovénie                     | UAE Team Emirates            | + 1 min 07 s                 |
| 5e                           | James Knox                   | Royaume-Uni                  | Deceuninck-Quick Step        | + 1 min 08 s                 |
| 6e                           | Daniel Martínez              | Colombie                     | EF Education First           | + 1 min 13 s                 |
| 7e                           | Hugh Carthy                  | Royaume-Uni                  | EF Education First           | + 1 min 13 s                 |
| 8e                           | Kilian Frankiny              | Suisse                       | Groupama-FDJ                 | + 1 min 22 s                 |
| 9e                           | Mark Padun                   | Ukraine                      | Bahrain-Merida               | + 1 min 32 s                 |
| 10e                          | Ruben Guerreiro              | Portugal                     | Katusha-Alpecin              | + 1 min 39 s                 |

| Classement par équipes | Classement par équipes     | Classement par équipes | Classement par équipes |
| Équipe                 | Équipe                     | Pays                   | Temps                  |
| ---------------------- | -------------------------- | ---------------------- | ---------------------- |
| 1re                    | Team Sunweb                | Allemagne              | 15 h 51 min 12 s       |
| 2e                     | EF Education First         | États-Unis             | + 2 s                  |
| 3e                     | Movistar Team              | Espagne                | + 6 s                  |
| 4e                     | Mitchelton-Scott           | Australie              | + 16 s                 |
| 5e                     | Team Jumbo-Visma           | Pays-Bas               | + 35 s                 |
| 6e                     | UAE Team Emirates          | Émirats arabes unis    | + 1 min 02 s           |
| 7e                     | Astana                     | Kazakhstan             | + 1 min 33 s           |
| 8e                     | AG2R La Mondiale           | France                 | + 2 min 10 s           |
| 9e                     | Caja Rural-Seguros RGA     | Espagne                | + 2 min 10 s           |
| 10e                    | Cofidis, Solutions Crédits | France                 | + 2 min 16 s           |

| Classement par équipes | Classement par équipes     | Classement par équipes | Classement par équipes |
| Équipe                 | Équipe                     | Pays                   | Temps                  |
| ---------------------- | -------------------------- | ---------------------- | ---------------------- |
| 1re                    | Team Sunweb                | Allemagne              | 15 h 51 min 12 s       |
| 2e                     | EF Education First         | États-Unis             | + 2 s                  |
| 3e                     | Movistar Team              | Espagne                | + 6 s                  |
| 4e                     | Mitchelton-Scott           | Australie              | + 16 s                 |
| 5e                     | Team Jumbo-Visma           | Pays-Bas               | + 35 s                 |
| 6e                     | UAE Team Emirates          | Émirats arabes unis    | + 1 min 02 s           |
| 7e                     | Astana                     | Kazakhstan             | + 1 min 33 s           |
| 8e                     | AG2R La Mondiale           | France                 | + 2 min 10 s           |
| 9e                     | Caja Rural-Seguros RGA     | Espagne                | + 2 min 10 s           |
| 10e                    | Cofidis, Solutions Crédits | France                 | + 2 min 16 s           |